# Samariterviertel

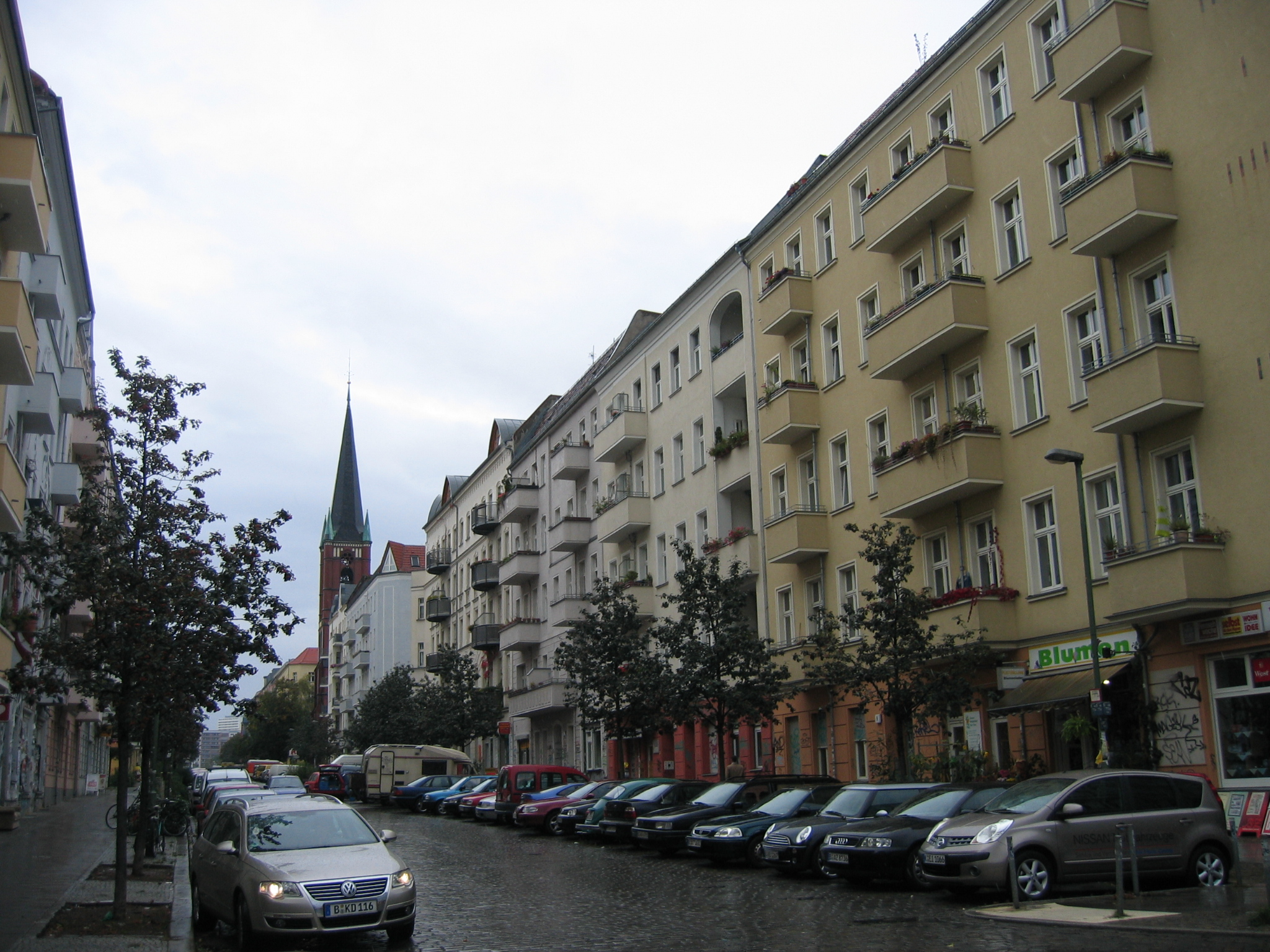
Samariterstrasse

Samariterviertel är en historisk benämning på ett kvarter (Kiez) i stadsdelsområdet Friedrichshain-Kreuzberg i Berlin, beläget runt Samariterkirche i nordöstra Friedrichshain. Området växte fram som en arbetarstadsdel utanför Berlins stadsgräns från slutet av 1800-talet och införlivades 1920 i staden Berlin och stadsdelen Friedrichshain.